# Tim Daggett
Timothy Patrick „Tim” Daggett (ur. 22 maja 1962 w Springfield) – amerykański gimnastyk. Dwukrotny medalista olimpijski z Los Angeles.
Zawody w 1984 były jego jedynymi igrzyskami. Pod nieobecność części sportowców z tzw. Bloku Wschodniego - w tym radzieckich gimnastyków – sięgnął po złoto w drużynie i był trzeci w ćwiczeniach na koniu z łękami. Zdobywał tytuły mistrza Stanów Zjednoczonych, w tym w wieloboju (1986).